# Елніас (Шяуляй)
Футбольний клуб «Елніас» Шяуляй (лит. Futbolo klubas Šiaulių Elnias) — колишній литовський та радянський футбольний клуб з Шяуляя, що існував у 1947—1986 роках.

## Досягнення
- А-ліга/Чемпіонат Литовської РСР
  - Чемпіон (7): 1948, 1949, 1953, 1957, 1958, 1959—1960, 1960—1961
  - Срібний призер (3): 1950, 1951, 1956
  - Бронзовий призер (3): 1952, 1954, 1958—1959
- Кубок Литви
  - Володар (4): 1950, 1957, 1959
  - Фіналіст (1): 1951.